# Erika Bjerström
Erika Elisabeth Bjerström (en tid Erika Bjerström-Ramsey), född 30 juni 1962 i Gävle, är en svensk journalist och författare. 
Hon arbetade 27 år på Sveriges Television och var där utrikeskorrespondent i EU, Afrika och senast USA, programledare för "Korrespondenterna" och var fram till 2024 global klimatkorrespondent.

## Biografi
Bjerström har en journalistutbildning från Temple University i Philadelphia, USA och har arbetat som journalist sedan 1982.
Mellan 1982 och 1987 arbetade hon som miljö- och vetenskapsjournalist på bland tidningen "Alternativet", tidningen Land och Dagens Eko.
1986 flyttade hon till Bryssel, och var enligt UD den första svensk som anställdes i Europaparlamentet. Där var hon informationssekreterare för Green Progressive Alliance.
1988 gick hon över till Dagens Nyheter som miljöreporter. 1992 vann hon ett av EU-kommissionens journalistpris för bästa miljörapportering för serien "Miljövår" som handlar om framgångar inom svensk och europeisk miljövårdspolitik. Reportagen gavs senare ut samlat som en bok med samma namn 1993. 1994–1996 var hon biträdande redaktionschef på Dagens Nyheter, och lämnade tidningen 1997 då hon gick över till SVT.
Hon har sedan 2002 varit utrikeskorrespondent på SVT och rest och bevakat politik, migration, klimat- och globaliseringsfrågor i ett 100-tal länder. Mellan 2002 och 2006 var hon SVT:s Bryssel- och Europakorrespondent. Som EU-korrespondent var hon programledare för "Samtal Europa" som spelades in i olika europeiska storstäder med inbjudna debattörer som avhandlade de mest aktuella frågorna.
2009 var hon värd för Sommar i P1.
2010–2013 gjorde hon  SVT-satsningen "Det Nya Afrika" där hon i ett 20-tal afrikanska länder skildrade ekonomiska och demokratiska framsteg. Materialet gavs även ut som en dokumentär, som ett digitalt läromedel för svenska gymnasieskolor samt i boken "Det Nya Afrika", översatt till engelska 2016, "The New Africa".
År 2019 blev Erika Bjerström SVT:s första klimatkorrespondent, en tjänst som hon hade till 2024 då hon istället blev frilans.
2020 utkom hennes bok Klimatkrisens Sverige – så förändras vårt land från norr till söder, som sammanfattar forskningsläget om hur klimatförändringarna slår mot Sverige med bland annat en fjällvärld i snabb förändring. 
På SVT har hon varit programledare för Korrespondenterna, Agenda Europa, Destination Strasbourg och Samtal Europa samt medverkat i Packat & klart, Gomorron Sverige, Go'kväll och Pärleporten. 

### Familj
Erika Bjerström är gift och har två barn.